# Glodalica
Glodalica je ime za alatni stroj koji služi za obradu čvrstih materijala skidanjem čestica okretnim alatima. Prema orijentaciji glavnog okretnog alata odnosno vretena, glodalice se dijele na okomite i vodoravne. Glodalice se proizvode u raznim veličinama, od malih strojeva koji mogu se namjestiti na stol, do strojeva veličine veće sobe. Glodalicama se može upravljati ručno i automatski. Automatsko upravljanje može biti mehaničko ili digitalno rabljenjem računala (CNC - engl. Computer Numerical Control). Glodalice su alatni strojevi za strojnu obradu odvajanjem čestica pomoću kojih se rezanjem obrađuju dijelovi pretežno ravnog oblika (poravnavanja, utori, žljebovi), te profili, navoji, zubi. Glavno gibanje je uvijek rotacijsko, dok je posmično gibanje pravocrtnog ili kružnog oblika i uvijek je okomito ili pod nekim kutom na os rotacije.
Glodanje je nakon tokarenja najvažniji postupak obrade metala skidanjem čestica. Tim postupkom možemo obraditi ravne plohe, prizmatične žljebove i utore, zupčanike, navoje, te uzdužno i prostorno profilirane površine. Glodanje je postupak obrade skidanjem čestica kod kojeg alat obavlja glavno gibanje. Posmično gibanje je uvijek pod nekim kutom u odnosu na os rotacije alata i obavlja ga ili obradak ili alat. Obavlja se alatima s više jednakih oštrica ili sa sastavljenim alatima. Sve oštrice toga alata nisu istodobno u zahvatu. Zato je glodanje složenija operacija od tokarenja ili bušenja zbog većeg broja oštrica alata i zbog promjenjivog presjeka strugotine koju skida pojedini zub za vrijeme obrade. Zubi glodala dolaze jedan za drugim u zahvat s materijalom i za vrijeme zahvata jako se mijenja opterećenje zuba.
Glodalo služi za raznoliku upotrebu obrade materijala odvajanjem čestica, npr. za poravnavanje, izradu prizmatičnih rubova, izradu čepova, džepova, izrezivanje, urezivanje, prerezivanje, izradu različitih utora na osovinama, izradu zubaca zupčanika, za rezanje navoja itd. Zbog toga je i oblik glodala raznolik.

## Vrste glodalica
Glodalice se dijele prema položaju glavnog radnog vretena na vodoravne i okomite, dok su ostale u podskupinama.

### Vodoravna glodalica
Vodoravna glodalica se naziva i konzolna glodalica ili jednostavno glodalica. Služi za obradu obodnim glodanjem (istosmjernim ili protusmjernim). Glodalo se upinje u vodoravno vratilo i obavlja glavno gibanje. Obradak je stegnut na radnom stolu koji obavlja posmično gibanje.

### Planska glodalica
Planska glodalica je podgrupa vodoravne glodalice. Ime je dobila jer se na njima najčešće glođu vodoravne plohe. Ima krutu konstrukciju i visoku produktivnost. Izvedena je tako da se radni stol po vodilicama na kućištu može gibati samo uzdužno.

### Univerzalna glodalica
Univerzalna glodalica izvodi se slično kao i vodoravna glodalica, ali ima radni stol koji se osim uzdužno,  može gibati i poprečno i oko svoje okomite osi. To se postiže ugradnjom kružnih utora za vođenje.

### Okomita glodalica
Okomita glodalica se izvodi tako da joj os glodala stoji okomito, dok je ostali dio stroja jednak vodoravnim glodalicama. Pogodne su za čeono glodanje, glodanje utora, kanala, rubova utornim glodalima, profilno glodanje. 

### Kopirna glodalica
Kopirna glodalica služi isključivo za kopiranje pomoću kopirnog uređaja, koji ticalom prelazi po modelu (šabloni). 

### CNC glodalica
CNC (engl. Computer Numerical Control) glodalica se upravlja programski. Može imati višeosno upravljanje, čime je moguće izraditi najsloženije obratke u jednom stezanju.

## Glodanje
Glodanje je nakon tokarenja najvažniji postupak obrade metala skidanjem čestica. Tim postupkom možemo obraditi ravne plohe, prizmatične žljebove i utore, zupčanike, navoje, te uzdužno i prostorno profilirane površine. Glodanje je postupak obrade skidanjem čestica kod kojeg alat obavlja glavno gibanje. Posmično gibanje je uvijek pod nekim kutom u odnosu na os rotacije alata i obavlja ga ili obradak ili alat. Obavlja se alatima s više jednakih oštrica ili sa sastavljenim alatima. Sve oštrice toga alata nisu istodobno u zahvatu. Zato je glodanje složenija operacija od tokarenja ili bušenja zbog većeg broja oštrica alata i zbog promjenjivog presjeka strugotine koju skida pojedini zub za vrijeme obrade. Zubi glodala dolaze jedan za drugim u zahvat s materijalom i za vrijeme zahvata jako se mijenja opterećenje zuba.

### Podjela glodanja
Prema kombinaciji glavnog i posmičnog gibanja, glodanje se dijeli na obodno glodanje i čeono glodanje.

#### Obodno glodanje
Obodno glodanje može biti plošno (pravocrtno) glodanje i kružno glodanje.
Kod obodnog plošnog glodanja skidanje čestica obavlja se obodom glodala koje izvodi glavno gibanje, dok je posmak pravocrtan. Plošno glodanje se dijeli na:
- Protusmjerno glodanje (konvencionalno glodanje). Rotacija alata (glavno gibanje) je u obrnutom smjeru od smjera posmaka. Strugotina se stvara od malog prema većem presjeku. Sile koje nastaju prilikom glodanja su prema gore i žele izbiti obradak iz stezne naprave.
- Istosmjerno glodanje. Rotacija alata (glavno gibanje) je u istom smjeru kao smjer posmaka. Strugotina se stvara od većeg prema najmanjem presjeku. Sile koje nastaju prilikom glodanja su prema dole i žele zabiti obradak u škripac.

Kod obodnog kružnog glodanja skidanje čestica obavlja se obodom glodala koje izvodi glavno gibanje, dok je posmak kružni. Ovisno o izgledu alata i smještaju obratka kružno glodanje može biti vanjsko, unutarnje ili obilazno.

#### Čeono glodanje
Čeono glodanje skida čestice materijala zubima koji su smješteni na čelu glodala ili glave alata i može biti simetrično i nesimetrično. Kod simetričnog glodanja alat obrađuje cijelom širinom – prolaz alata jednak je promjeru alata. Nesimetrično glodanje ima trag alata manji od promjera glodala. Prstasta glodala osim za čeono poravnavanje služe za obradu rubova, utora, džepova, profila.